# LG Stadtwerke München
Die LG Stadtwerke München ist eine Leichtathletikgemeinschaft in München, bestehend aus den Vereinen PSV München, TS Jahn München, TSV Forstenried, TSV Milbertshofen, TSV München-Ost, USC München, Werfer-Club 95 München, 1. SC Gröbenzell, MRRC München, LFZ München und Athletik- und Sprintteam München.
Die LG München wurde 1987 von drei Münchner Vereinen gegründet. 2007 kamen fünf weitere Vereine und die Stadtwerke München als großer Sponsor dazu. Ausgerüstet wird der Verein vom Sportartikelhersteller Puma.
Zu den bekanntesten Athleten der LG Stadtwerke München zählen die 400-Meter-Läufer Kamghe Gaba, David Gollnow und Jonas Plass sowie die Mittelstreckenläuferin Christina Hering und 2008 bis 2010 Florian Neuschwander.